# Décimo Laberio
Décimo Laberio (en latín, Decimus Laberius; c. 105-43 a. C.) fue un dramaturgo mímico  miembro de los équites. Sus obras se han perdido y solo conocemos algunos títulos. Se conservan algunos pasajes que cita Macrobio.
Estaba dotado de un espíritu muy sarcástico y fue quien introdujo géneros como la atelana. En el 46 a. C., Julio César ofreció un premio al mejor autor de mimos; comparecieron él y Publilio Siro, pero perdió. Laberio pronunció además un discurso sobre la degradación de su tiempo a sus sesenta y cuatro años e hizo alusiones críticas a las políticas del dictador. 
Los títulos de sus mimos que han quedado son: Las fiestas de Alejandro, Ana Perena, Las aguas termales, El ariete, El augur, El pucherito, El ingrato, Los pequeños ciegos, El cangrejo, Los cachorros, El traje de histrión, El parásito, El enjalbegador, La fiesta de los Lares, La cesta, El cretés, El adolescente, El lavandero, Los gallos, Los dos gemelos, La cortesana, El retrato, El lago de Averno, Los que hablan sin ton ni son, El cumpleaños, La nigromancia, La boda, Las fiestas de Pale, La pobreza, El pescador, El soguero, El salinero, Las Saturnales, El hombre de la mano de seis dedos, Las hermanas, Las devanadoras, El hierro bruto, El toro, La mujer de Etruria y La muchacha.
El estilo de Laberio, afín al de Lucilio por su espíritu agresivo y lenguaje descuidado, no gozó de particular aprecio entre los escritores refinados y doctos de su tiempo.